# Sainte-Léocadie
Sainte-Léocadie (Santa Llocaia (antiguamente Santa Leocàdia) en catalán) es una localidad y comuna francesa, situada en el departamento de Pirineos Orientales en la región de Occitania y comarca histórica de la Alta Cerdaña. 
A sus habitantes se les conoce por el gentilicio de léocadiens en francés o llocaí, llocaína en catalán.

## Demografía
| 71 | 74 | 74 | 81 | 116 | 140 |
| Para los censos de 1962 a 1999 la población legal corresponde a la población sin duplicidades (Fuente: INSEE [Consultar]) |    |    |    |     |     |